# Metro de Los Teques
El Metro de Los Teques es un sistema de metro que, en su primera línea, es suburbano y comunica a la ciudad de Caracas con Los Teques, capital del Estado Miranda, Venezuela. El mismo pertenece al Estado venezolano, adscrito al Ministerio del Poder Popular para el Transporte; también tiene como accionistas a la Gobernación del Estado Miranda, al Metro de Caracas y a la Alcaldía de Guaicaipuro, del Estado Miranda. Fue inaugurado de manera parcial el 3 de noviembre de 2006. El sistema pretende contar con un total de 3 líneas, y así poder comunicar Los Teques, no solo con Caracas, sino también con otras localidades cercanas como Carrizal y San Antonio de los Altos.

## Historia
En 1982, se levantan los primeros estudios y se comienza a considerar por parte del Gobierno Nacional, a través del Ministerio de Transporte y Comunicaciones, la construcción de un sistema de tren suburbano que pudiese unir a la ciudad de Los Teques con la capital del país, Caracas, a fin de descongestionar la carretera Panamericana y agilizar la gran movilización de personas establecida entre ambas ciudades. El 19 de octubre de 1998, se decide constituir la C.A. Metro de Los Teques, a fin de ser el ente gestor de todas las obras civiles y administrativas relacionadas con el proyecto.

Estación Ali Primera

En 2001, se da inicio a las obras de infraestructura del tramo Las Adjuntas-Alí Primera, las cuales incluyen la canalización del río San Pedro, por encontrarse el tramo dentro de sus márgenes.
El primer tramo construido, sale de la estación Las Adjuntas, del Metro de Caracas, y culmina en la estación Alí Primera, antes conocida como «El Tambor», el cual es el nombre del mismo sector de la ciudad donde se encuentra la estación. Del mismo modo, para ese momento, no contaba con paradas intermedias y presentó un costo aproximado de 851 millones de dólares.
Este tramo fue inaugurado de manera restringida el 3 de noviembre de 2006, puesto que operaba en un horario especial (horas pico) de 05:00 a 09:00 a. m., luego de 05:00 a 11:00 pm, y por una sola vía, ya que seguían los trabajos para poder concluir la segunda vía.
Finalmente, el 22 de octubre de 2007, el Ministerio del Poder Popular para la Infraestructura inauguró la segunda vía de la primera línea del Metro de Los Teques, mientras que para el 19 de noviembre de 2007, se incorporarían al sistema dos nuevos trenes, lo que sumaria para ese momento, un total de cuatro trenes en operación, produciendo a su vez una reducción del tiempo de espera en el andén, de 17 a 9 minutos. De igual forma, el Metro de Los Teques comenzó, tal como estaba previsto, a operar en horario corrido, trasladando más de 40 mil usuarios diariamente.
El 11 de diciembre de 2012, se inauguró la tercera estación del sistema, llamada Guaicaipuro, mientras que el 1 de diciembre de 2013, se inauguraría la siguiente estación, llamada Independencia. Posteriormente, sería inaugurada la estación Ayacucho, el 7 de octubre de 2015.
En 2015, el Metro de Los Teques inició la renovación de su flota con la incorporación de sus nuevos trenes Alstom Metrópolis (conocidos como los Serie 9), mejorando así sus sistemas.

### Proyectos de Extensión
Una vez inaugurado el primer tramo, el 3 de noviembre de 2006, se procedió a extender el proyecto a través de un nuevo tramo, conocida como la línea 2 del sistema, la cual iría desde la estación Alí Primera hasta San Antonio de los Altos. El contrato para iniciar las obras civiles de dicho tramo, fue firmado en diciembre de 2006, otorgándole la obra a la empresa brasileña Odebrecht, con una inversión aproximadamente de 1.280 millones de dólares.
La extensión del Metro de Los Teques (línea 2), tendría una longitud aproximada de 12,5 km, con 7 estaciones nuevas: 4 dentro Los Teques, 2 en las comunidades cercanas (municipio Los Salias) y la última en San Antonio de Los Altos.
El segundo tramo o línea 2 del Metro de Los Teques, presenta las siguientes estaciones:
| Estación      | Notas                                         |
| ------------- | --------------------------------------------- |
| Guaicaipuro   | En servicio, desde el 11 de diciembre de 2012 |
| Independencia | En servicio, desde el 1 de diciembre de 2013  |
| Los Cerritos  | Paralizado                                    |
| Carrizal      | Paralizado                                    |
| La Carbonera  | Paralizado                                    |
| Las Minas     | Paralizado                                    |
| San Antonio   | Paralizado                                    |

Del mismo modo, esta en planificación un tercer tramo o línea 3 para el Metro de Los Teques, la cual presenta las siguientes estaciones:
| Estación     | Notas                                                                                     |
| ------------ | ----------------------------------------------------------------------------------------- |
| Rosalito     | En planificación                                                                          |
| El Limón     | En planificación                                                                          |
| Potrerito    | En planificación                                                                          |
| La Mariposa  | En planificación                                                                          |
| Panamericana | En planificación, transferencia con la estación La Rinconada del sistema Metro de Caracas |

## Líneas y estaciones

Estación Alí Primera.

| Línea | Estación      | Longitud (km) | Notas                                                                                     |
| ----- | ------------- | ------------- | ----------------------------------------------------------------------------------------- |
| 1     | Las Adjuntas  | 9,5           | Estación de transferencia con el sistema Metro de Caracas                                 |
| 1     | Ayacucho      | 9,5           | En servicio, desde el 7 de octubre de 2015                                                |
| 1     | Alí Primera   | 9,5           | En servicio, desde el 3 de noviembre de 2006                                              |
| 2     | Guaicaipuro   | 12,5          | En servicio, desde el 11 de diciembre de 2012                                             |
| 2     | Independencia | 12,5          | En servicio, desde el 1 de diciembre de 2013                                              |
| 2     | Los Cerritos  | 12,5          | Paralizado                                                                                |
| 2     | Carrizal      | 12,5          | Paralizado                                                                                |
| 2     | La Carbonera  | 12,5          | Paralizado                                                                                |
| 2     | Las Minas     | 12,5          | Paralizado                                                                                |
| 2     | San Antonio   | 12,5          | Paralizado                                                                                |
| 3     | Rosalito      | 18            | En planificación                                                                          |
| 3     | El Limón      | 18            | En planificación                                                                          |
| 3     | Potrerito     | 18            | En planificación                                                                          |
| 3     | La Mariposa   | 18            | En planificación                                                                          |
| 3     | Panamericana  | 18            | En planificación, transferencia con la estación La Rinconada del sistema Metro de Caracas |

## Túneles

Alstom Metrópolis Serie 9 saliendo de la Estación Alí Primera.

El primer tramo, inaugurado en 2006, requirió la construcción de una serie de túneles, incluyendo el Túnel Carrizalito, el cual cuenta con más de 3,5 km, siendo uno de los más largos construidos para un sistema de metro en Venezuela. En su conjunto, todos los túneles que comprenden este tramo, alcanzan un total de 6.178,14 m:
| Túneles del tramo Las Adjuntas-Alí Primera (Sector El Tambor) | Túneles del tramo Las Adjuntas-Alí Primera (Sector El Tambor) | Túneles del tramo Las Adjuntas-Alí Primera (Sector El Tambor) |
| #                                                             | Nombre                                                        | Longitud                                                      |
| ------------------------------------------------------------- | ------------------------------------------------------------- | ------------------------------------------------------------- |
| 1                                                             | Túnel Carrizalito                                             | 3.576,83 m                                                    |
| 2                                                             | Túnel Corral de Piedras                                       | 1.195 m                                                       |
| 3                                                             | Túnel California                                              | 838,02 m                                                      |
| 4                                                             | Túnel La Línea                                                | 233,36 m                                                      |
| 5                                                             | Túnel Pequeño California                                      | 167,73 m                                                      |
| 6                                                             | Túnel Río Cristal                                             | 167,20 m                                                      |